# Hymenophyllum commutatum
Hymenophyllum commutatum là một loài dương xỉ trong họ Hymenophyllaceae. Loài này được C. Presl ex Hook. mô tả khoa học đầu tiên.
Danh pháp khoa học của loài này chưa được làm sáng tỏ. 